# Eugène N'Jo Léa
Eugène N'Jo Léa   (Batouri, 15 de juliol de 1931 - Douala, 23 d'octubre de 2006) fou un futbolista camerunès de la dècada de 1950.
Pel que fa a clubs, destacà a Saint-Étienne i Olympique Lyonnais.